# Cyrtanthus helictus
Cyrtanthus helictus är en amaryllisväxtart som beskrevs av Johann Georg Christian Lehmann. Cyrtanthus helictus ingår i släktet Cyrtanthus, och familjen amaryllisväxter. Inga underarter finns listade i Catalogue of Life.